# Kasteel van Landreville
Het Kasteel van Landreville (Frans: Château de Landreville) is een kasteel in de Franse gemeente Bayonville.